# Eugenia brunneopubescens
Eugenia brunneopubescens är en myrtenväxtart som beskrevs av Mazine. Eugenia brunneopubescens ingår i släktet Eugenia och familjen myrtenväxter. Inga underarter finns listade i Catalogue of Life.